# Nematoserica coerulea
Nematoserica coerulea is een keversoort uit de familie bladsprietkevers (Scarabaeidae). De wetenschappelijke naam van de soort is voor het eerst geldig gepubliceerd in 1917 door Arrow.